# Józef Wróbel
Józef Wróbel SCJ, född 18 oktober 1952, var biskop i Helsingfors för Romersk-katolska kyrkan i Finland åren 2001-2008. Under den tiden var han den ende katolske biskopen i Finland.

## Biografi
Wróbel vigdes till biskop i Johanneskyrkan i Helsingfors den 27 januari 2001 av kardinal Edward Idris Cassidy, som då var ordförande för Vatikanens råd för befrämjandet av de kristna.
Józef Wróbel härstammar från en jordbrukarfamilj i södra Polen. Han prästvigdes år 1980 och han är doktor inom moralteologi. Wróbel hör till Jesu Heliga Hjärtas brödraskap, dit ungefär hälften av Finlands katolska präster hör. Förutom sitt biskopsämbete har Wróbel också innehaft professuren i moralteologi vid Lublins katolska universitet.
År 2008 utnämnde påve Benedikt XVI Wróbel till assisterande biskop i Lublins ärkestift. Biskopssätet i Helsingfors blev vakant och tillsattes då Vatikanen hittat en lämplig kandidat till posten. Det skedde den 16 juni 2009. 